# Monts Hira

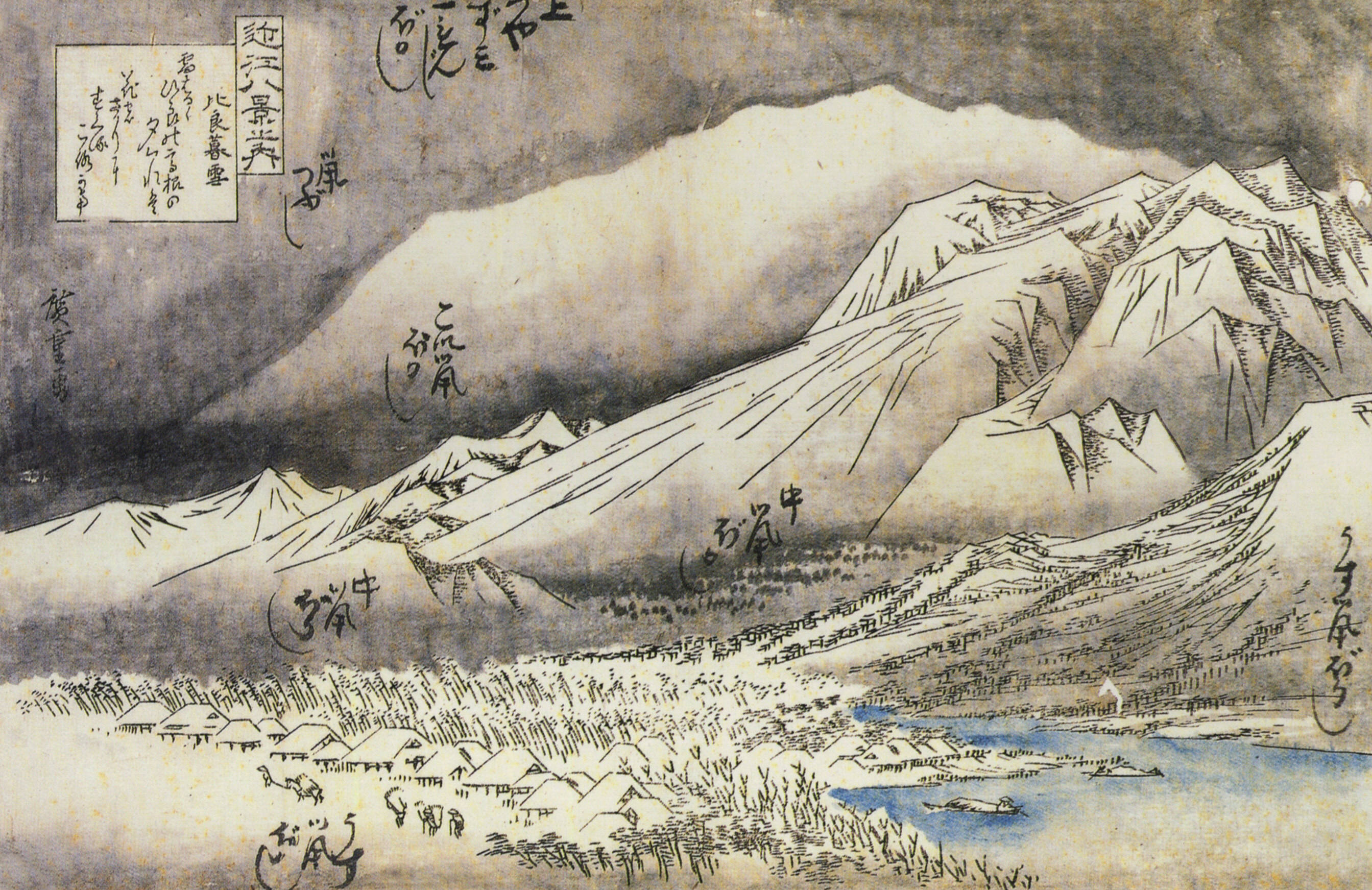
Un ukiyo-e de Hiroshige représentant les monts Hira

Les monts Hira (比良山地, Hira-sanchi) sont une chaîne montagneuse à l'ouest du lac Biwa sur la limite entre la préfecture de Shiga et la préfecture de Kyoto au Japon. Longue de 15 km du nord au sud, la chaîne a une largeur d'est en ouest de 3 km dans sa partie méridionale et de 10 km dans sa partie septentrionale. Le versant oriental des monts Hira donne de façon abrupte sur le lac Biwa tandis que le versant occidental forme une vallée douce à Kyoto.
Les trois principaux pics des monts Hira sont le mont Bunagatake, le plus élevé culminant à 1 214 m, le Hōraisan à 1 174 m et le mont Uchimi à 1 103 m.
La neige printanière des monts Hira a inspiré l'une des Huit vues d'Ōmi.

## Hira-oroshi
Un fort vent local Hira-oroshi (比良颪) souffle souvent des monts Hira vers le lac Biwa, en particulier dans les derniers jours du mois de mars. Le vent chavire parfois les bateaux sur le lac et arrête les trains de la ligne Kosei des JR qui longe le pied des monts. Chaque 26 mars, des prêtres tendai tiennent un service commémoratif pour les victimes d'accidents de naufrage.

## Activités
Les monts Hira sont une destination populaire pour le ski, la randonnée et l'alpinisme.